# 派出警察官
派出警察官（はしゅつけいさつかん）とは、国会法第115条により、衆議院議長・参議院議長が内閣に対して必要とする警察官の派出を要求し、その要求に従い議院に派出された警察官および裁判所法第71条の2により、裁判長または開廷をした一人の裁判官が法廷における秩序を維持するため必要があると認めた際に、警視総監または道府県警察本部長に警察官の派出を要求し、その要求に従い法廷に派出された警察官の通称。

## 概要
衆議院または参議院に派出された警察官は、派出されている間、派出先の議長の指揮下におかれ、議長等が特に認めた場合のほかは議事堂外の警察を行う。帝国議会においても、議院法により同様のことが行われていた。
裁判長または一人の裁判官の要求により派出された警察官は、派出されている間、法廷における秩序の維持につき、裁判長または一人の裁判官の指揮を受ける。